# Georg Philipp Olearius
Georg Philipp Olearius (* 11. November 1680 in Leipzig; † 3. Februar 1741 ebenda) war ein deutscher Philologe und evangelischer Theologe.

## Leben
Der jüngste Sohn des Johannes Olearius (1639–1713) hatte anfänglichen Privatunterricht, unter anderem bei seinem Bruder Johann Friedrich Olearius (1679–1726), sowie Johann Hübner (1668–1731) gehabt und darum 1696 zeitig die Universität Leipzig bezogen. Hier erwarb er sich am 18. November desselben Jahres das Baccalaurat und am 16. Januar 1699 den akademischen Grad eines Magisters der Philosophie.
Nach zwischenzeitlichen Studien an der Universität Halle bei Johann Franz Buddeus, kehrte er zurück nach Leipzig, habilitierte sich an der Leipziger Hochschule und wurde Assessor an der philosophischen Fakultät der Leipziger Hochschule. Als Olearius am 20. März 1711 Zugang zu theologischen Fakultät als Baccalaurus der Theologie erlangt hatte, wurde er 1713 ordentlicher Professor der Lateinischen und griechischen Sprache, erwarb sich am 5/14. Juli 1714 das Lizenziat der Theologie, wurde im November 1715 Kollegiat am großen Fürstenkollegium und war zugleich Prediger an der Paulinerkirche geworden.
Am 27. April 1724 promovierte er zum Doktor der Theologie, war 1735 Decemvir der Hochschule und beteiligte sich auch als Dekan und Kanzler der philosophischen Fakultät an den organisatorischen Aufgaben der Alma Mater. Der Mitarbeiter an den Acta Eruditorum ist unverheiratet verstorben. Seine Bibliothek wurde meistbietend verkauft und er wurde nach seinem Wunsch in aller Stille beigesetzt.

## Werke (Auswahl)
Neben einigen Programmen und Dissertationen, die in verschiedenen Journalen erschienen, kamen folgende Werke eigenständig heraus:
- Diss. De Scripturis profanis a Paulo allegatis. 1701
- Diss. De Chamo maledicto. 1707
- Diss. De spiritu servitutis et adoptionis: pro Licenta. 1714
- Diss. De aestimandis hominum judiciis. 1715
- Progr. De actionibus humanis, an omnes natura indefferententes sint? 1717
- Progr. De corrupto Philosophantium studio et hinc sequentibus paradoxis et absurdis. 1717
- Progr. De atheorum, nullam nos habere Dei ideam asserentium. 1717
- Progr. De impio atheorum argumento, nihil esse in intellectu, quod non prius fuerit in sensu. 1717
- Progr. De Philosophia vera et genuina sacram Scripturam non contemnente. 1721
- Progr. Quam necessarium sit in disdcenda Philosophia et Jurisprudentia Scriptuaram S. consulere. 1721
- Progr. De orgine mali. 1721
- Progr. De turpitudine philavtiae. 1721
- Progr. De philavtiae natura et indole. 1722
- Diss. De Satana fuluris ictu lapso de coelo, ad Luc. X 18. pro Doctoratu. 1724
- Diss. De reverentia adversus angelos spuria et genuina. 1725
- Progr. Morale antidotum vulgo medicos nauseanti oppositum. 1734
- Progr. De martyrius Philosophorum duo. 1735
- Progr. De Silenis. 1735